# Barbatula barbatula
El sarbo, Barbatula barbatula, es una especie de peces de la familia de los Balitoridae en el orden de los Cypriniformes. Viven en el fondo, entre la grava y las piedras del agua que fluye rápidamente, donde pueden buscar comida. La característica más distintiva de este pequeño pez es la presencia de barbillas alrededor de la mandíbula inferior, que utilizan para detectar a sus presas invertebradas.

## Morfología
Los machos pueden llegar alcanzar los 21 cm de longitud total, pero por lo general mide alrededor de 12 cm.  Sus ojos están situados en lo alto de su cabeza y tiene tres pares de barbillas cortas en su mandíbula inferior debajo de su boca. Tiene un cuerpo redondeado y no muy aplanado lateralmente. Tiene aletas dorsal y caudal redondeadas con sus puntas ligeramente muescas. El color general de este pez es marrón amarillento con manchas y bandas verticales de color más oscuro. Una línea oscura indistinta va desde el morro hasta el ojo. Las aletas son de color marrón con tenues bandas oscuras.

## Distribución geográfica
Se encuentra en ríos de Eurasia: desde Irlanda (donde fue introducido) hasta China.